# Longxing (Yubei)
Longxing (chinesisch 龍興鎮 / 龙兴镇, Pinyin Lóngxīng Zhèn) ist eine Großgemeinde im Osten des Stadtbezirks Yubei der regierungsunmittelbaren Stadt Chongqing in der Volksrepublik China. Longxing besitzt eine Fläche von 111,31 km². Die Großgemeinde liegt in einem in Nord-Süd-Richtung verlaufenden Tal, das im Westen vom Tieshan-Gebirge (铁山山脉) und im Osten vom Baiyan-Gebirge (白岩山脉) begrenzt wird. Die Talsohle mit dem Fluss Yulin (御临河) liegt 160 m über dem Meeresspiegel, die höchste Erhebung im Tieshan hat 665 m.
Ende 2022 lebten in Longxing etwas über 100.000 Menschen.

## Geschichte
Bereits Mitte des 14. Jahrhunderts, gegen Ende der Yuan-Dynastie, gab es auf dem heutigen Gemeindegebiet einen kleinen Markt. Mitte des 17. Jahrhunderts, zu Beginn der Qing-Dynastie, wurde dort eine staatliche Salzverkaufsstelle eröffnet; der Markt erhielt den Namen „Longxing“ (隆兴场), also „Reiche Blüte“. Als 1759 die damalige Unterpräfektur Jiangbei (江北厅) erweitert wurde, gehörte der Markt Longxing zur 2. Wache (二甲, eine Verwaltungseinheit von 10 Familien) des Dorfes Ren (仁里) von Jiangbei. Da sich in der Gegend ein Drachentempel befand (龙藏寺, nicht zu verwechseln mit dem unter Denkmalschutz stehenden Tempel gleichen Namens in Chengdu), wurde die Schreibweise des Markts 1844 in 龙兴场 bzw. „Drachenblüte“ geändert. Als Jiangbei am 29. März 1913 nach der Xinhai-Revolution und dem Ende der Qing-Dynastie in einen Kreis umgewandelt wurde, blieben die Verwaltungsstrukturen auf der unteren Ebene zunächst erhalten. Erst 1929 wurde Longxing zur Großgemeinde erhoben, dann aber 1941 wieder zur Gemeinde herabgestuft.
Nach der Eroberung Chongqings durch die Volksbefreiungsarmee am 30. November 1949 blieb in Longxing zunächst der alte Gemeindevorsteher Li Kunquan (李坤全) im Amt. Erst im Mai 1950 entsandte der Kreis Jiangbei mit Wang Zhongquan (王 中泉) einen Gemeindevorsteher der KPCh; der Sitz der Gemeinderegierung wurde im Drachentempel eingerichtet. Im Januar 1952 wurde ein Teil der Dörfer aus Longxing herausgenommen und daraus die Gemeinden Pufu (普福乡) und Tianbao (天堡乡) gebildet. Im August 1958 wurden die Gemeinden Longxing, Pufu und Tianbao schließlich in der Volkskommune Longxing (龙兴人民公社) zusammengefasst. Im Mai 1961 wurden die Dörfer von Pufu und Tianbao jedoch aus der Kommune herausgelöst und daraus jeweils eine eigene Volkskommune gebildet. Im Oktober 1983 wurde die Volkskommune Longxing im Zuge der Reform- und Öffnungspolitik aufgelöst und die Gemeinde Longxing gebildet, die am 25. Dezember 1989 mit Genehmigung der Provinzregierung von Sichuan zur Großgemeinde hochgestuft wurde. Im Januar 1994 wurde die Gemeinde Pufu zum Verwaltungsdorf herabgestuft und mit Longxing wiedervereinigt, im Juni 2003 folgte Tianbao. Als am 17. Dezember 1994 der Kreis Jiangbei aufgelöst und der Stadtbezirk Yubei geschaffen wurde, kam Longxing zu Yubei.

## Administrative Gliederung
Longxing setzt sich aus 14 Einwohnergemeinschaften und vier Verwaltungsdörfern zusammen. Diese sind:
- Einwohnergemeinschaft Baiqiao (白桥社区)
- Einwohnergemeinschaft Heping (和平社区)
- Einwohnergemeinschaft Heze (和泽社区)
- Einwohnergemeinschaft Huilong (回龙社区)
- Einwohnergemeinschaft Longde (龙德社区)
- Einwohnergemeinschaft Longjun (龙骏社区)
- Einwohnergemeinschaft Longxiang (龙祥社区)
- Einwohnergemeinschaft Longyu (龙羽社区)
- Einwohnergemeinschaft Pufu (普福社区)
- Einwohnergemeinschaft Tianbao (天堡社区)
- Einwohnergemeinschaft Tongle (同乐社区)
- Einwohnergemeinschaft Yinglong (迎龙社区), Regierungssitz der Großgemeinde
- Einwohnergemeinschaft Yulin (御临社区)
- Einwohnergemeinschaft Zhiyuan (支援社区)
- Dorf Bishan (壁山村)
- Dorf Dongkou (洞口村)
- Dorf Longdan (龙胆村)
- Dorf Paihuadong (排花洞村)

## Industriepark Longxing
Am südlichen Stadtrand, am Westufer des Yulin, liegt der am 18. Juli 2010 im Zusammenhang mit dem Neuen Stadtbezirk Liangjiang gegründete Industriepark Longxing (龙兴工业园). Bis 2021 hatten sich dort vor allem Zulieferbetriebe für die Automobilindustrie angesiedelt, aber auch zwei Tochterfirmen der China Satellite Network Corporation, die über die damalige Dong Fang Hong Satellitenmobilfunk GmbH seit 2018 im Industriepark Longxing vertreten ist.
Im Gemeinsamen Innovationsgebiet Liangjiang (两江协同创新区) des Industrieparks befindet sich das am 23. April 2019 gegründete Innovationszentrum Chongqing (重庆创新中心) der Technischen Universität Peking.
In fünf jeweils von einem Mitglied der Chinesischen Akademie der Wissenschaften oder der Chinesischen Akademie der Ingenieurwissenschaften geleiteten Forschungs- und Entwicklungszentren befasst man sich dort mit modernen Waffen und fortschrittlichen Produktionsmethoden, Elektro- und Wasserstoffautos, neuen Informationstechnologien, Künstlicher Intelligenz und Massendaten sowie neuen Materialien für zivile und militärische Anwendungen.

## Tiefraumradar
Auf einem zum Gebiet des Verwaltungsdorfs Paihuadong gehörenden Gipfel des Baiyan-Gebirges an der Ostgrenze der Gemeinde befindet sich der aus vier Parabolantennen von jeweils 16 m Durchmesser bestehende, erste Abschnitt des Facettenauge-Tiefraumradars (中国复眼) zur Ortung von erdnahen Asteroiden und Raumflugkörpern im Erde-Mond-System, ein Projekt des Innovationszentrums Chongqing der Technischen Universität Peking. Anders als bei Radioteleskopen handelt es sich bei diesen Gruppenantennen – in Longjiao, Kreis Yunyang wird seit dem 14. Februar 2023 ein zweiter Abschnitt mit 25 Antennen gebaut – um ein aktives System, das wie bei der Luftraumüberwachung mittels Primärradar Funksignale aussendet, die von passiven Objekten wie Asteroiden oder ausgebrannten Raketenstufen reflektiert und mit den Antennen empfangen werden. Der Standort im Baiyan-Gebirge wurde gewählt, weil er weit weg von Ansiedlungen liegt und es keine Störstrahlung von Hochspannungsleitungen, Mobilfunkmasten etc. gibt.
Im April 2022 waren die ersten beiden Antennen installiert und man machte zu Testzwecken eine Radaraufnahme des Mondes. Im Dezember 2022 war die Anlage in Longxing fertiggestellt. Nun konnte mittels Radarinterferometrie ein dreidimensionales Bild von Mondkratern erstellt werden.
Neben der Frühwarnung vor potenziell gefährlichen Asteroiden soll das System nach seiner Fertigstellung auch zu einer topografischen Aufnahme der Galileischen Monde des Jupiter und – integriert in das Chinesische Tiefraum-Netzwerk – für die Überwachung des Fluges chinesischer Raumschiffe zum Mond eingesetzt werden.

## Verkehrsanbindung
Longxing ist über die Stadtumfahrung G5001, die das Tieshan-Gebirge durch einen Tunnel unterquert, mit der Autobahn Shanghai–Chongqing verbunden. In Nord-Süd-Richtung wird das Tal von der Staatsstraße S101 durchzogen, die von der am Nordufer des Jangtsekiang gelegenen Großgemeinde Yuzui (鱼嘴镇) im Stadtbezirk Jiangbei zur Großgemeinde Chengtuo (称沱镇) im Stadtbezirk Changshou führt.